# Acrocampsa rutilans
Acrocampsa rutilans är en insektsart som först beskrevs av Fabricius 1803.  Acrocampsa rutilans ingår i släktet Acrocampsa och familjen dvärgstritar. Inga underarter finns listade i Catalogue of Life.